# دنی استرانگ

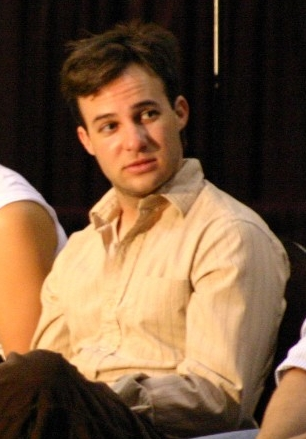

دانی استرانگ (انگلیسی: Danny Strong؛ زادهٔ ۶ ژوئن ۱۹۷۴) یک هنرپیشه و فیلم‌نامه‌نویس اهل ایالات متحده آمریکا است.

## گزیده فیلمشناسی
از فیلم‌ها یا برنامه‌های تلویزیونی که وی در آن نقش داشته‌است می‌توان به آثار زیر اشاره کرد.
- ذهن‌های خطرناک (۱۹۹۵)
- بافی قاتل خون‌آشام‌ها (مجموعه تلویزیونی) (۱۹۹۶–۲۰۰۳)
- ساینفلد (۱۹۹۷)
- پلیزنتویل (فیلم) (۱۹۹۸)
- سیدنی وایت (۲۰۰۷)
- آناتومی گری (مجموعه تلویزیونی) (۲۰۱۲)
- دختران (مجموعه تلویزیونی آمریکایی) (۲۰۱۴–۲۰۱۵)
- میلیاردها (مجموعه تلویزیونی) (۲۰۱۷–۲۰۱۸)
- سیبیسکوت (فیلم) (۲۰۰۳)
- دختران گیلمور (۲۰۰۳–۲۰۰۷)
- آشنایی با مادر (فصل ۶) (۲۰۱۱)
- ستاره‌های پاپ: هرگز متوقف نمی‌شوند (۲۰۱۶)
- موجه (مجموعه تلویزیونی) (۲۰۱۵–۲۰۱۴)
- دختران گیلمور: یک سال در زندگی (۲۰۱۶)
- میلیاردها (مجموعه تلویزیونی) (۲۰۱۷–۲۰۱۸)
- روزی روزگاری در هالیوود (۲۰۱۹)
- نقیضه

### فیلمنامه
- بازشماری (۲۰۰۸)
- تغییر بازی (فیلم) (۲۰۱۲)
- سرخدمتکار (فیلم ۲۰۱۳) (۲۰۱۳)
- امپراتوری (مجموعه تلویزیونی) (۲۰۱۸–۲۰۱۵)
- بازی‌های گرسنگی: زاغ مقلد - بخش ۱ (۲۰۱۴)
- بازی‌های گرسنگی: زاغ مقلد - بخش ۲ (۲۰۱۵)
- شورش در گندم‌زار (۲۰۱۷)
- نماد گمشده (۲۰۱۹)

## جوایز و نامزدی‌ها
| سال  | انجمن                                            | رده | اثر نامزدشده                                  | نتیجه    |
| ---- | ------------------------------------------------ | --- | --------------------------------------------- | -------- |
| ۲۰۱۶ | جایزه ایمیج                                      | Outstanding Drama Series                                                                               | امپراتوری                                     | برنده    |
| ۲۰۱۶ | جایزه ایمیج                                      | Outstanding Writing in a Dramatic Series                                                               | امپراتوری                                     | نامزدشده |
| ۲۰۱۶ | جایزه گزینش منتقدان فیلم                         | Best Drama Series                                                                                      | امپراتوری                                     | نامزدشده |
| ۲۰۱۶ | جایزه گلدن گلوب                                  | Best Television Series - Drama                                                                         | امپراتوری                                     | نامزدشده |
| ۲۰۱۵ | TCA Awards                                       | Program of the Year                                                                                    | امپراتوری                                     | برنده    |
| ۲۰۱۵ | بنیاد فیلم آمریکا                                | Television Program of the Year                                                                         | امپراتوری                                     | برنده    |
| ۲۰۱۴ | جایزه ایمیج                                      | Outstanding Writing in a Motion Picture                                                                | Lee Daniels’ The Butler                       | نامزدشده |
| ۲۰۱۴ | Pell Center Prize for Story in the Public Square | Recognizing a contemporary storyteller whose work has had a significant impact on the public dialogue. | تغییر بازی، بازشماری، Lee Daniels’ The Butler | برنده    |
| ۲۰۱۳ | جایزه گلدن گلوب                                  | جایزه گلدن گلوب                                                                                        | تغییر بازی                                    | برنده    |
| ۲۰۱۳ | Producers Guild of America Awards                | Outstanding Producer of Long-Form Television                                                           | تغییر بازی                                    | برنده    |
| ۲۰۱۳ | Writers Guild of America Awards                  | Long Form - Adapted                                                                                    | تغییر بازی                                    | برنده    |
| ۲۰۱۳ | PEN Center USA Awards                            | Best Teleplay                                                                                          | تغییر بازی                                    | برنده    |
| ۲۰۱۲ | جایزه امی ساعات پربیننده                         | جایزه امی ساعات پربیننده برای مجموعه تلویزیونی کوتاه                                                   | تغییر بازی                                    | برنده    |
| ۲۰۱۲ | جایزه امی ساعات پربیننده                         | Outstanding Writing for a Miniseries, Movie or a Dramatic Special                                      | تغییر بازی                                    | برنده    |
| ۲۰۱۲ | بنیاد فیلم آمریکا Top 10                         | TV Program of the Year                                                                                 | تغییر بازی                                    | برنده    |
| ۲۰۰۹ | Writers Guild of America Awards                  | Long Form - Original                                                                                   | بازشماری                                      | برنده    |
| ۲۰۰۸ | جایزه امی ساعات پربیننده                         | Outstanding Writing for a Miniseries, Movie or a Dramatic Special                                      | بازشماری                                      | نامزدشده |
| ۲۰۰۸ | بنیاد فیلم آمریکا Top 10                         | TV Program of the Year                                                                                 | بازشماری                                      | برنده    |